# Kasteel Casier

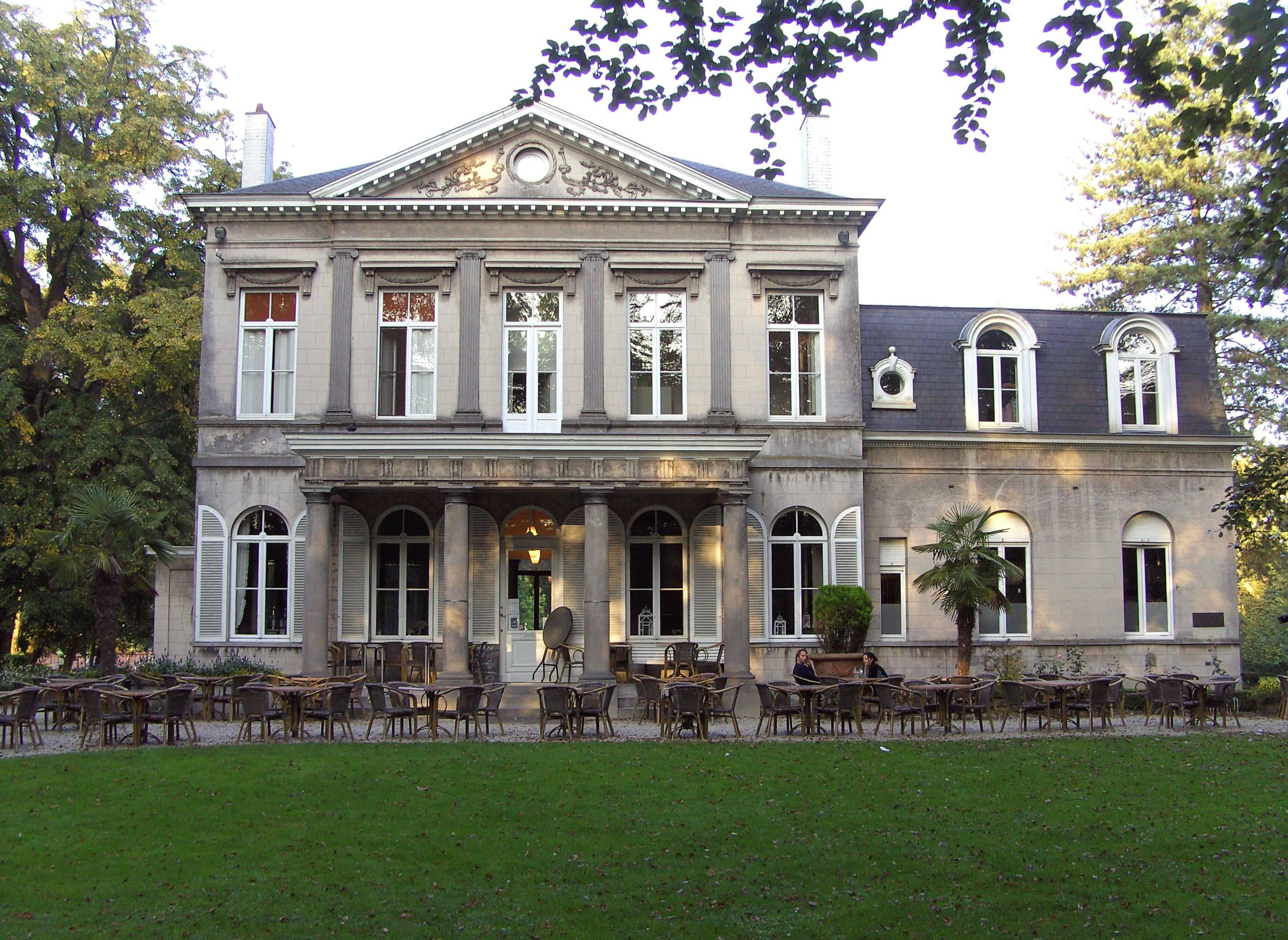
Kasteel Casier

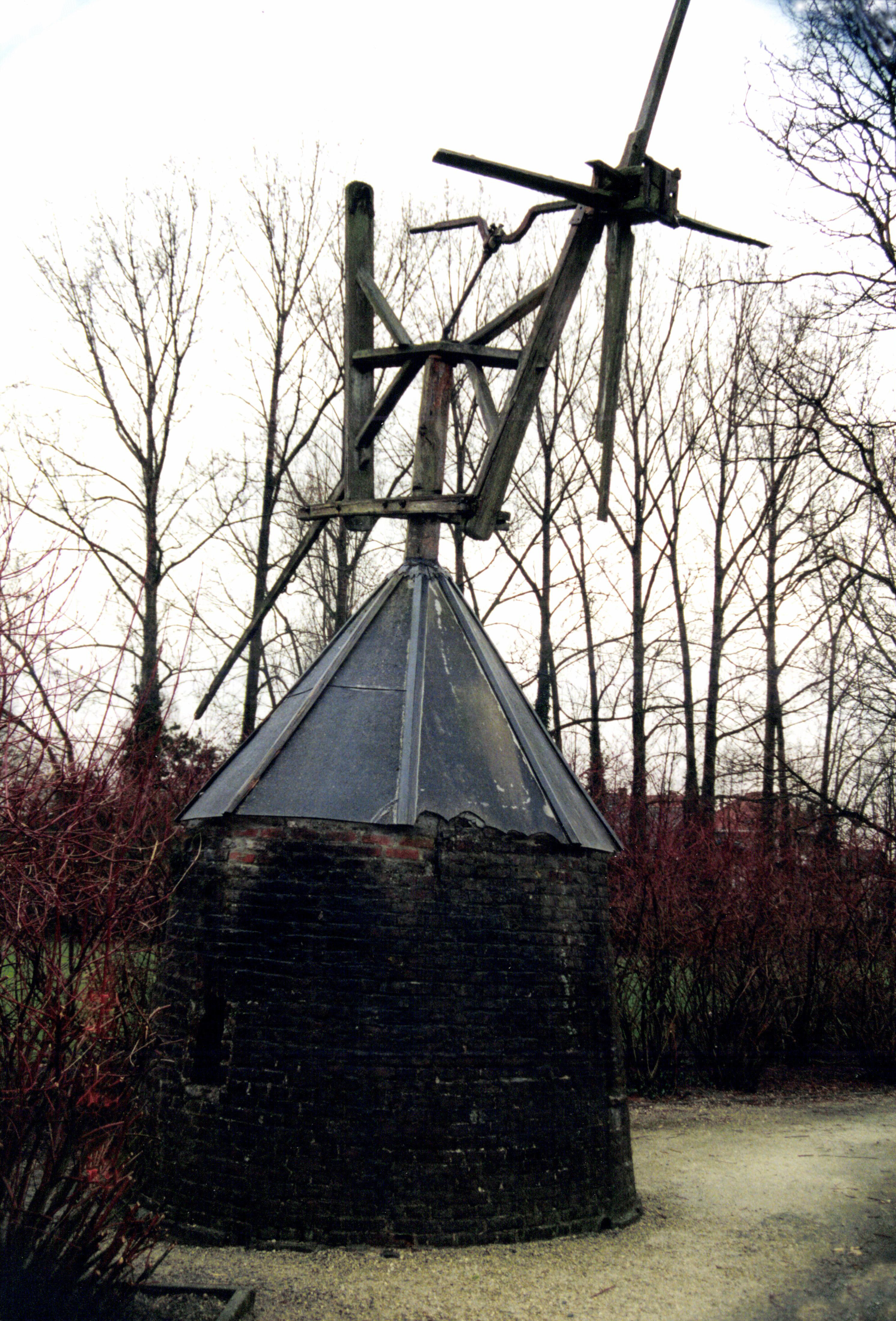
Pompmolentje

Het Kasteel Casier is een kasteel in de West-Vlaamse stad Waregem, gelegen aan Stationsstraat 34.

## Geschiedenis
Vanouds was dit een open veld midden in de stad, dat toebehoorde aan het Onze-Lieve-Vrouwekapittel te Doornik. Het werd dan ook den Canunckenbosch genoemd. Een deel van de grond werd op een gegeven ogenblik geschonken aan het Onze-Lieve-Vrouwekapittel te Kortrijk. Het bezit werd door de Fransen in beslag genomen en openbaar verkocht.
Begin 19e eeuw werd het gekocht door Godefroid Boulez die van 1804 tot 1819 burgemeester van Waregem was. Hij liet omstreeks 1816 een park aanleggen en enkele gebouwen neerzetten binnen een 8-vormige gracht.
Godefroids dochter Victoire was getrouwd met Ferdinand Storme, die burgemeester was van 1819-1830. Ze erfde in 1829 het bezit. Hun dochter Nathalie huwde met baksteenfabrikant Felix de Ruyck. Zij gaven opdracht tot de bouw van het kasteel en breidden ook het domein verder uit. In 1852 gingen zij er wonen.
Het park werd in Engelse landschapsstijl aangelegd, en de omgrachting werd uitgegraven tot siervijver. Er ontstond een kasteel op rechthoekige plattegrond. In 1872 werd het domein nog uitgebreid en in 1878 kreeg ook het kasteel een uitbouw. In 1883 werd een portiek gebouwd en ook kwam er een nieuw koetshuis.
In 1897 kwam het domein aan baron Victor Casier en zijn vrouw Marie-Victorine Storme. Dezen gebruikten het kasteel als zomerverblijf. Na 1911 liet hun dochter, Agnes Casier, een kapel bouwen.
Tijdens de Eerste Wereldoorlog werd het kasteel zwaar beschadigd en ook het familiearchief werd door brand vernietigd. In 1919 werd het kasteel in de oorspronkelijke staat teruggebracht, De hovenierswoning en het paviljoen, die in 1816 waren gebouwd, werden gesloopt.
In 1977 werd het park aangekocht door de gemeente. Na grondige restauratie van kasteel en park werd het laatste vanaf begin jaren '80 opengesteld voor het publiek als Park Baron Casier. In 1983 kwam er horeca in het kasteel.
In de jaren '90 van de 20e eeuw werd een verbindingsweg tussen de Markt en het park aangelegd.

## Domein
Het kasteeltje is in neoclassicistische stijl en dateert van omstreeks 1852 met uitbreidingen vooral in 1921. Het koetshuis is eveneens van 1852 met een in 1904 aangebouwde hondenkennel.
Het park is van 1872 en werd uitgevoerd in Engelse landschapsstijl. De 8-vormige waterpartij omvat twee eilanden welke door bruggetjes te bereiken zijn. In het park is een kunstwerk van Paul Destoop geplaatst.
Van belang is ook het pompmolentje, feitelijk een kleine windmotor die tussen 1872 en 1883 werd geplaatst om water vanuit de Gaverbeek in de hoger gelegen vijvers te pompen. Tot 1908 was het molentje in bedrijf en in 2005 werd het gereconstrueerd.